# Maria Jonas (Sängerin)
Maria Jonas (* 21. Juli 1957 in Brühl (Rheinland); † 23. Dezember 2024 ebendort) war eine deutsche Mezzosopranistin, die vor allem im Bereich der Alten Musik tätig war, dabei aber gegenüber der Improvisationsmusik und der Weltmusik offen war.

## Leben und Wirken
Jonas lernte zunächst Klavier, Blockflöte und Violoncello. Dann absolvierte an der Hochschule für Musik und Tanz Köln ein Musikstudium im Fach Oboe, um dann sieben Jahre lang in Venezuela zu wirken, wo sie eine Musikschule leitete. Nachdem sie ein Konzert von Montserrat Figueras hörte, entschied sie sich, einen Kindheitstraum zu verwirklichen und Sängerin zu werden. Sie nahm Unterricht bei Figueras in Barcelona sowie bei Jessica Cash in London und René Jacobs an der Schola Cantorum Basiliensis.
Anschließend arbeitete Jonas als Opernsängerin mit dem Europäischen Barockorchester unter Roy Goodman und den English Baroque Soloists unter John Eliot Gardiner (Die Zauberflöte). In der Titelpartie der Oper „The White Raven“ von Philip Glass und Robert Wilson trat sie unter der musikalischen Leitung von Dennis Russell Davies in Lissabon, Madrid und der Carnegie Hall auf. Weiterhin gehörte sie Ensembles wie La Sfera Armoniosa, Sequentia, Hilliard Ensemble oder Diphona an und sang in deren Produktionen, die teilweise auch auf Tonträgern erschienen, sowie mit Dorothée Hahne (Theophanu). 2004 und 2008 führte sie gemeinsam mit der Sängerin Géraldine Keller und Albrecht Maurer die Komposition Aura Christinae von Norbert Rodenkirchen und Harald Kimmig auf. Im Bereich der Neuen Musik arbeitete sie auch mit Manos Tsangaris, Maria de Alvear und Johannes S. Sistermanns.
Mit dem Quartett Palatino 87 widmete Jonas sich der italienischen Musik des 14. Jahrhunderts. Beim Ensemble Ludus Venti ging es um ein möglichst originalgetreues Klangbild von Hofkapellen des 16. Jahrhunderts, mit dem Monteverdi-Ensemble um Madrigale und Arien des frühen 17. Jahrhunderts. Im Duo Ala Aurea, in dem sie mit der Fidelspielerin Susanne Ansorg mittelalterliche Lieder interpretierte, feierte sie als Sängerin Erfolge über die Grenzen Deutschlands hinaus.
2004 gründete Jonas mit dem Ensemble Ars Choralis Coeln eine Frauenschola mit zunächst sechs professionellen Sängerinnen. Mit diesem Ensemble fokussierte sie sich auf die Wiederentdeckung und Aufführung früher europäischer Musik, wie etwa der Gregorianik oder der Musik von Hildegard von Bingen, tourte international und legte Rundfunkproduktionen und seit 2007 mehrere Alben vor, darunter auch das Liederbuch der Anna von Köln (1500) oder Musik um Elisabeth von Thüringen.
Jonas begründete 2008 die jährlich im Kölner Museum Kolumba stattfindende „Klangwerkstatt“, zu der sie neben Ars Choralis Coeln regelmäßig Solisten aus anderen Musikkulturen wie Pauline Oliveros, Amelia Cuni, Lauren Newton, Maryam Akhondy, Jalda Rebling oder Samira Kadiri eingeladen hatte. Gemeinsam mit Bassem Hawar gründete sie 2014 das Ensemble Sanstierce, um modale Musik zu erkunden, deren europäische und arabische Traditionen in der Heptatonik des Mittelalters gemeinsame Wurzeln haben, und beispielsweise frühe Marienlieder zu interpretieren. Auch arbeitete sie mit dem Ensemble Nourouz und mit dem Autor Khaled Al Shomali. Ab 2019 war sie zudem mit der künstlerischen Leitung der Konzertreihe KlosterKlaenge in Klöstern und Kirchen Nordrhein-Westfalens betraut.
Jonas führte ihr Wirken als Interpretin, Kuratorin und Dozentin in zahlreiche Länder Europas; sie hatte einen Ruf als vielseitige und herausragende Künstlerin. Auch war sie zeitweise als Gastprofessorin an der Folkwang Universität der Künste tätig und hatte Lehraufträge an den Musikhochschulen in Köln und Leipzig. Die Sängerin, die bereits seit längerem an chronischen Erkrankungen litt, verstarb unerwartet am 23. Dezember 2024 in ihrer Wohnung. Sie wurde am 31. Januar 2025 auf dem Südfriedhof in Brühl in einer Urne beigesetzt.

## Hörspiele (Auswahl)
- 2002: Georg Gräwe: Auf der Suche nach Barbara Strozzi: Barbaras Welt (Sprecherin, ohne nähere Angabe) – Komposition, Musik (Cembalo) und Realisation: Georg Gräwe (Ars acustica – WDR)
- 2005: Piet Hein van de Poel: Dromen – Träume – Dreams. Tage Alter Musik in Herne (Musik: Singstimme) – Realisation: Piet Hein van de Poel (Ars acustica – WDR)
- 2008: Michael Riessler, Urs Widmer: Vorher Nachher (Musik: Sopran) – Realisation: Michael Riessler, Urs Widmer (Ars acustica – WDR)
- 2010: Michael Riessler: Sirens (Musik: Sopran) – Realisation: Michael Riessler (Ars acustica – WDR)

Quelle: ARD-Hörspieldatenbank